# Alitam
Alitam ist ein Süßstoff aus der Gruppe der Dipeptid-Derivate mit sehr geringem physiologischem Brennwert. Das Dipeptid ist aus den Aminosäuren L-Asparaginsäure und D-Alanin aufgebaut. Je nach Anwendung ist Alitam etwa 2000- bis 3000-mal süßer als Zucker, hat einen sehr zuckerähnlichen Geschmack und ist koch- und backfest.
Alitam ist in der Europäischen Union noch nicht als Lebensmittelzusatzstoff zugelassen, jedoch in Australien, Neuseeland, Mexiko und China, wo Alitam u. a. in Tafelsüßen, Getränken, Milcherzeugnissen, Desserts, Backwaren, Obstkonserven, Süßwaren und Kaugummis verwendet wird.